# Mährerreich
Das Mährerreich (in der Fachliteratur auch Mährisches Reich, Großmähren, Altmähren oder mojmiridisches Mähren) war das frühmittelalterliche Herrschaftsgebilde der westslawischen Mährer, dessen Kerngebiet sich in der historischen Region Mähren und der heutigen Slowakei befand. Seine Machtzentren bildeten die Städte Mikulčice, Staré Město und Nitra. Das Mährerreich, welches das erste bedeutende slawische Staatswesen darstellte, bestand in unterschiedlicher Ausdehnung vom 9. Jahrhundert bis Anfang des 10. Jahrhunderts und wurde in dieser Zeit von der Mojmiriden-Dynastie regiert.

## Bedeutung
Von großer kultureller Bedeutung war das Mährerreich im Zusammenhang mit dem Wirken der byzantinischen Gelehrten und Priester Kyrill und Method, welche 863 in Mähren als erstem slawischen Land die von ihnen auf Basis der glagolitischen Schrift kodifizierte altslawische Sprache als Liturgiesprache einführten. Diese altslawische Schriftkultur gelangte ab 886 ins Bulgarische Reich, wo auch der Übergang zur kyrillischen Schrift erfolgte, und verbreitete sich darüber hinaus zu den Serben, Kroaten sowie, an der Wende zum 11. Jahrhundert und dann bereits überwiegend in Gestalt der Kyrilliza, in die Kiewer Rus.
Das Mährerreich wird heute insbesondere von der Slowakei als eine Art früher Vorläuferstaat angesehen. In gewissem Maße trifft dies auch auf Tschechien zu, da Mähren, welches dem westlichen Teil des Mährerreichs entspricht, 1019 zu Böhmen kam.
Die Verfassung der Slowakischen Republik bezieht sich in ihrer Präambel explizit auf das „geistige Erbe von Kyrill und Method und das historische Vermächtnis des Großmährischen Reiches“.

## Name
Im Bezug auf die korrekte Bezeichnung des frühmittelalterlichen mährischen Staates herrscht unter Historikern Uneinigkeit. Der vor allem in der tschechischen und slowakischen Geschichtsschreibung am weitesten verbreitete, in zeitgenössischen Quellen des 9. Jahrhunderts jedoch unbekannte Begriff „Großmähren“ bzw. „Großmährisches Reich“ wurde von der griechischen Bezeichnung ἡ μεγάλη Μοραβία des byzantinischen Kaisers Konstantin VII. abgeleitet, welcher diese Mitte des 10. Jahrhunderts in seinem Werk De Administrando Imperio verwendete. Kaiser Konstantin verwendete diesen Begriff jedoch weder im Bezug auf die damalige Größe des mährischen Staates noch für dessen Macht. In der Geschichtsschreibung hat sich der Begriff jedoch genau in diesem Verständnis eingebürgert.
Die deutsche und österreichische Historiographie steht diesen Bezeichnungen kritisch gegenüber oder lehnt sie ganz ab. Favorisiert werden die Begriffe Mähren oder Mährerreich. So schreibt der renommierte österreichische Mediävist Herwig Wolfram:

„Trotzdem wird man gut daran tun, nicht von einem ‚Großmährischen Reich‘ zu sprechen. Der Ausdruck, den vor allem die nationalistische Geschichtsschreibung liebt, besitzt keine zeitgenössische Entsprechung, sondern leitet sich von der ‚Großen Moravia‘ des Konstantinos Porphyrogennetos her. Der […] Kaiser meinte jedoch mit ‚groß‘, dass ein Orts- und Ländername entweder ‚älter‘ sei oder ‚ausländisch‘ zum Unterschied von ‚klein‘ im Sinne von ‚reichsangehörig.‘“

Auch Eric J. Goldberg lehnt in seiner Studie „Ludwig der Deutsche und Mähren“, welche vom renommierten deutschen Mediävisten Wilfried Hartmann im Sammelband „Ludwig der Deutsche und seine Zeit“ herausgegeben wurde, die Begriffe „Großmähren“ bzw. „Großmährisches Reich“ ab:

„Die hochtrabende Bezeichnung ‚Großmähren‘ oder ‚Großmährisches Reich‘ ist bei der Bezeichnung dieses slawischen Königreiches wenig hilfreich, da sie auf einer Fehllesung des byzantinischen Traktates De administrando imperio von Kaiser Constantin VII. aus dem 10. Jh. beruht. […] Constantin VII. benutzt den Ausdruck megále Morabía im Sinn von ‚Alt-Mähren‘, nicht von ‚Großmähren‘.“

Die nationalistische Interpretation des Namens als ein „Imperium“ wurde wissenschaftlich vollkommen diskreditiert.
Der tschechische Historiker Martin Wihoda verwendet in seiner 2010 zur frühmittelalterlichen mährischen Geschichte erschienenen Monographie fast ausschließlich die Bezeichnung „Altmähren“ (Stará Morava). Britische und amerikanische Historiker wie Paul M. Barford, Eric J. Goldberg und Alexis P. Vlasto verwenden in ihren Arbeiten ausschließlich die Bezeichnung „Mähren“ (Moravia). Die slowakische Historiographie hält unterdessen an der traditionellen Bezeichnung „Großmähren“ (slowakisch: Veľká Morava) fest. Der Begriff „Mährerreich“ wird vom verstorbenen führenden Experten der mährischen Geschichte, dem Historiker Lubomír E. Havlík, als die korrekte Bezeichnung für das mährische Staatsgebilde angesehen – als „Ergebnis einer Expansion der Mährer, der sich formierenden frühmittelalterlichen mährischen Nation“. In jüngeren Studien tschechischer und slowakischer Historiker wird der Begriff „Großmähren“ ebenfalls zunehmend kritisiert, und die Verwendung der Bezeichnung „mojmiridisches Mähren“ (mojmírovská Morava) als neutralere Alternative vorgeschlagen.
Die zeitgenössischen lateinischen Quellen erwähnen den mährischen Staat als das „Mährerreich“ (Regnum Marahensium, Regnum Marahaorum, Regnum Marauorum, Regnum Margorum), die „Mährerreiche“ (pl. Regna Marahensium), „Mährisches Land“ (terra Maraouorum) oder einfach als „Mähren“ (Marawa, Marauia, Maraha).
Daneben sind noch die Bezeichnungen „Reich des Rastislav“ (Regnum Rastizi) und „Reich des Svatopluk“ (Regnum Zwentibaldi) überliefert.
In den Aufzeichnungen arabischer Händler wird das Land als „Mähren“ (M.ráwa.t) bezeichnet. Die altslawischen Quellen sprechen von dem „Mährischen Land“ (Moravьska země), den „Mährischen Ländern“ (pl. Moravьskyję strany), dem „Mährischen Gebiet“ (Moravьska oblastь), den „oberen Mähren“ (pl. vyšnęję Moravy) oder nur von „Mähren“ (Morava, Marava, Murava).
In der slowakischen Geschichtsschreibung versuchen manche ultranationalistischen Historiker (zum Beispiel Milan Stanislav Ďurica) das Mährerreich als einen slowakischen Staat darzustellen und verwenden die Bezeichnung „Slowakisches Reich“ (slowakisch: Slovenská ríša). Diese Interpretation wird jedoch vom Historischen Institut der Slowakischen Akademie der Wissenschaften entschieden abgelehnt.

## Geschichte

### Entstehung

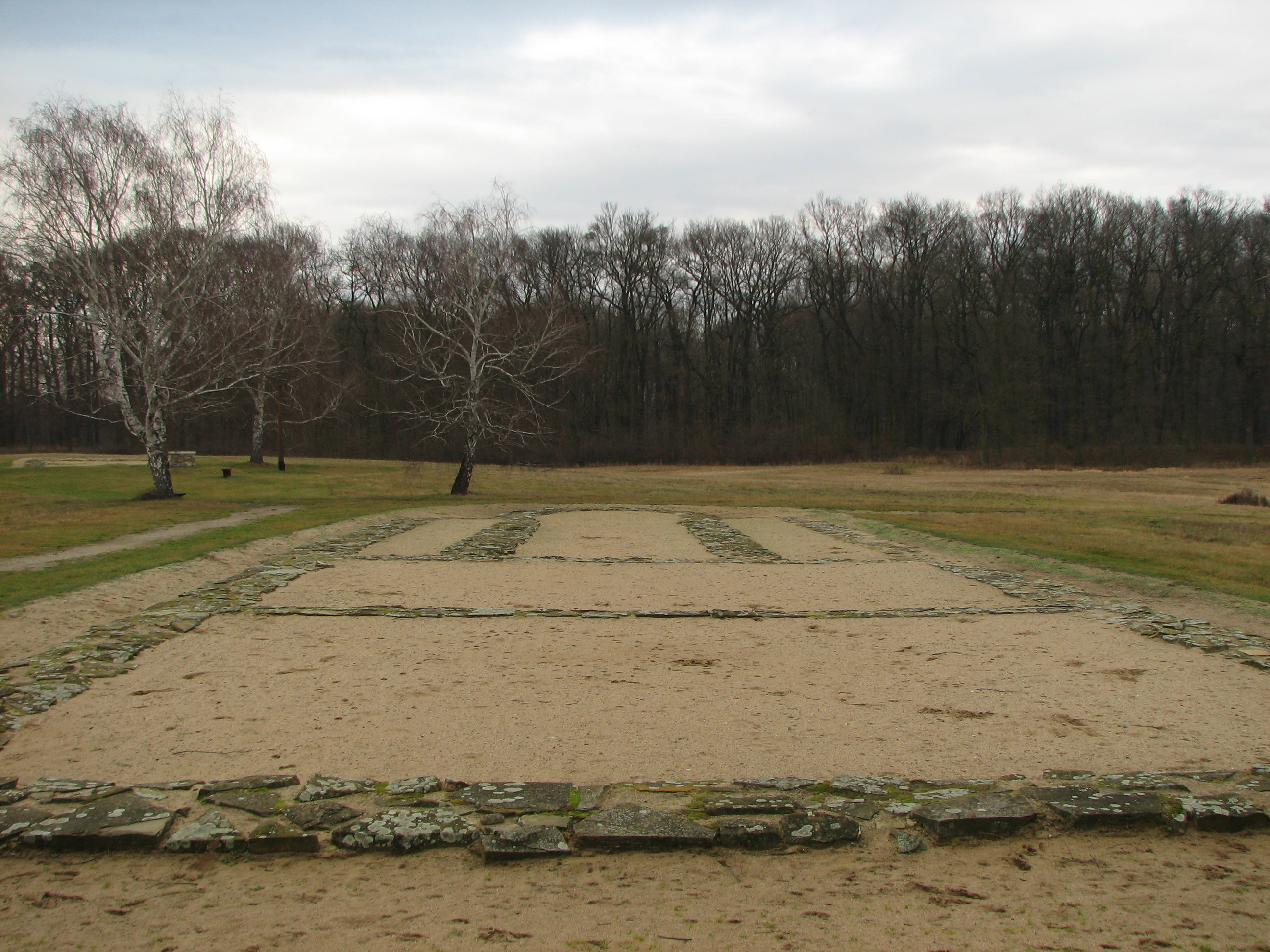
Fundamente der mährischen Burganlage in Mikulčice

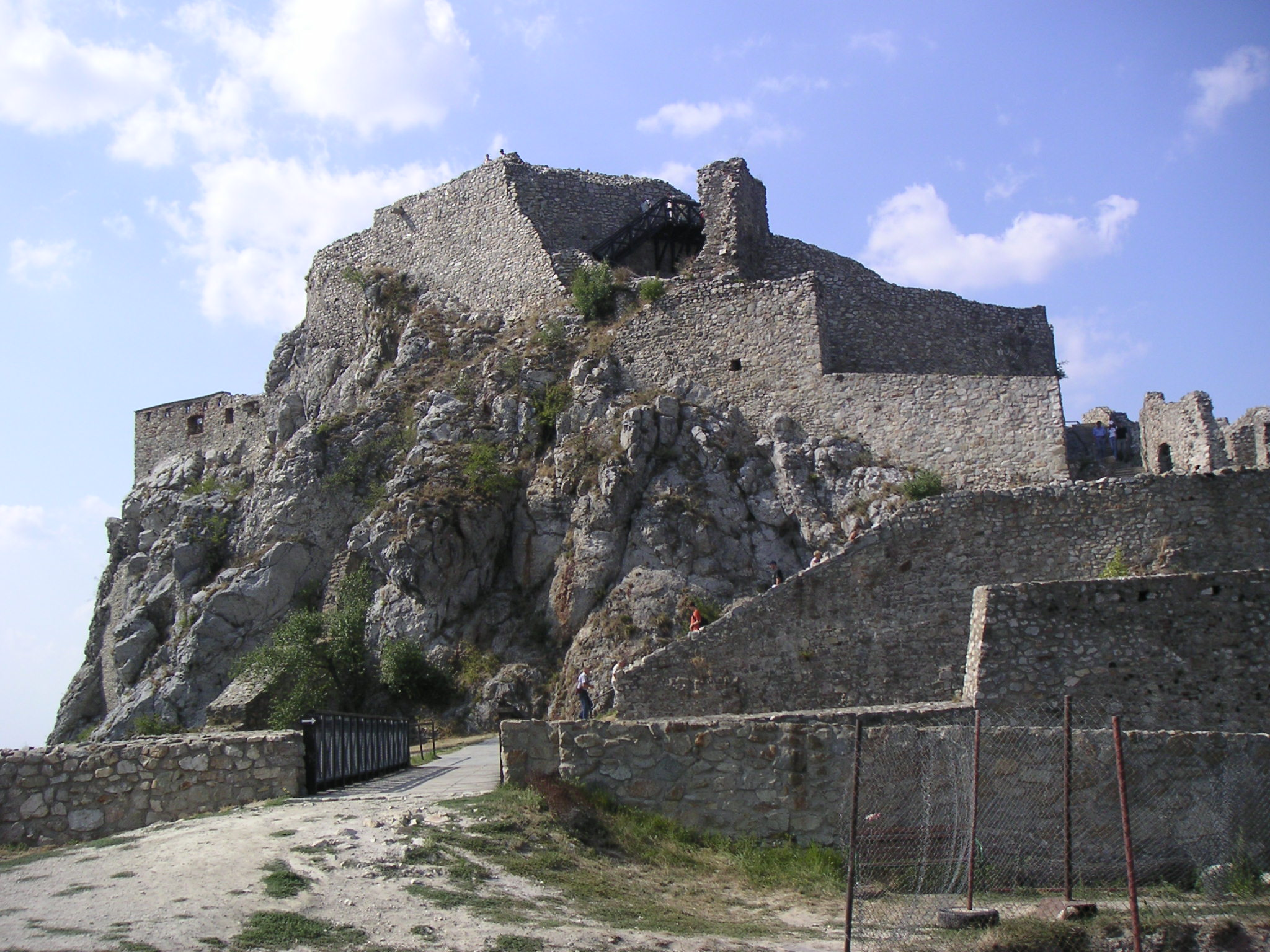
Die mährische Burg Devín in der heutigen Slowakei

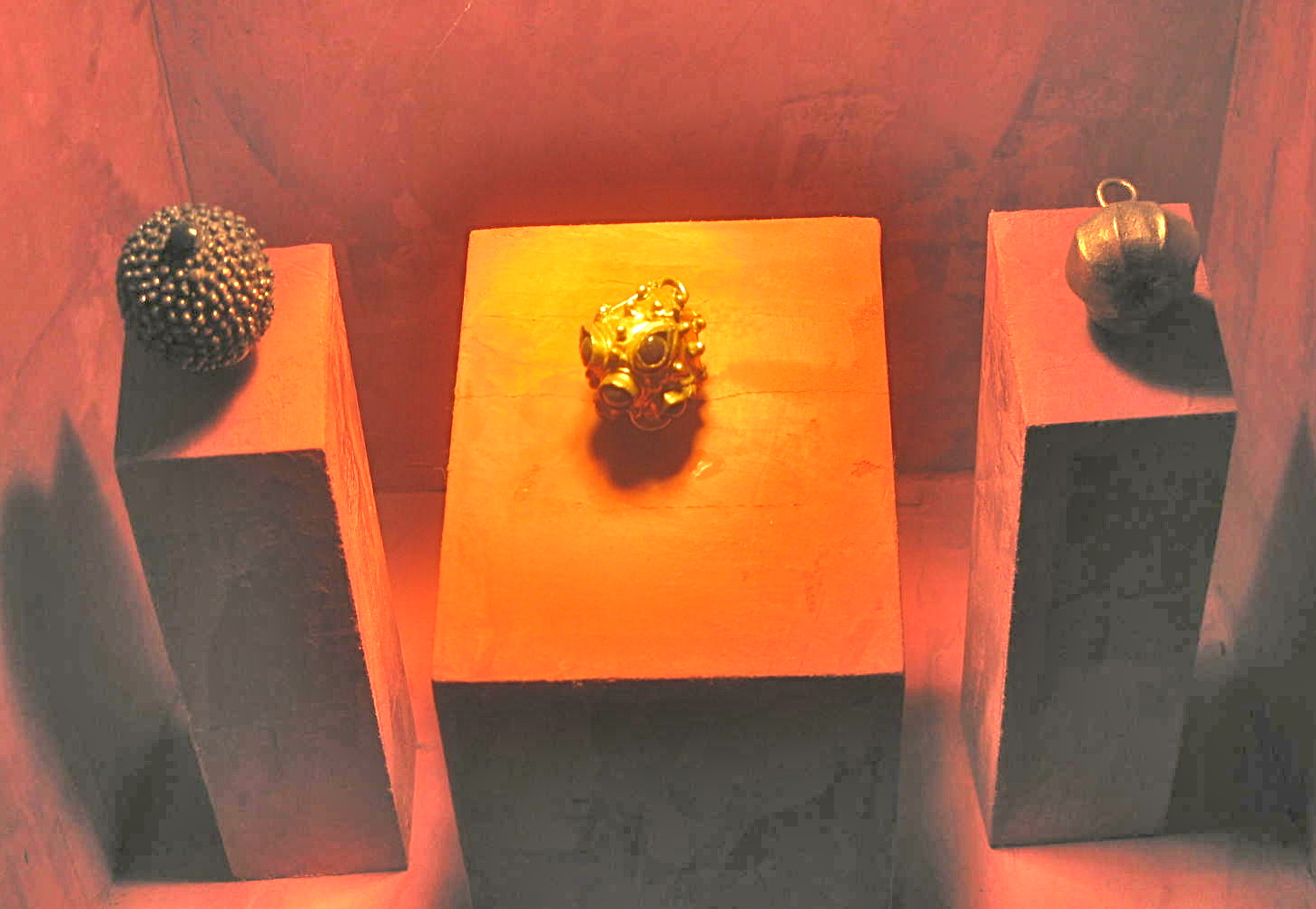
Sphärisches Gombiki aus dem Archäologischen Park Mikulčice

Wann genau sich der slawische Stamm der Mährer bildete, ist unbekannt. Der tschechische Historiker Dušan Třeštík vermutet, dass sich die Mährer wahrscheinlich gemeinsam mit den anderen slawischen Stämmen an der Wende des 6. Jahrhunderts zum 7. Jahrhundert formierten. Schriftliche Zeugnisse über die Slawen nördlich der Donau, in der historischen Region Mähren und der Slowakei, beginnen erst im Jahr 822, allerdings lässt sich deren Geschichte schon im 8. Jahrhundert anhand bedeutender archäologischer Quellen zurückverfolgen. Zu dieser Zeit kristallisierten sich entlang des Flusses March (slawisch: Morava) mehrere Zentren heraus, so die Burganlagen in Mikulčice, Staré Město und Olmütz, die das weitreichende Gebiet Mährens beherrschten. Auf dem Gebiet der heutigen Slowakei gab es mit Ausnahme der Zentren an der March im 8. Jahrhundert noch keine weiteren Burganlagen. Diese entstanden erst zur Wende des 8. zum 9. Jahrhundert, nachdem die heutige Westslowakei ausgehend von den Zentren an der March vom Einfluss der Awaren befreit wurde. Zu den bedeutendsten Burganlagen auf slowakischem Gebiet gehörten Devín und Nitra. Im Jahr 796 wurde das Gebiet der Mährer dem Bistum Passau unterstellt, um das Jahr 800 erfolgte der Bau der ersten christlichen Kirchen. Irgendwann zwischen 817 und 822 erkannten die Mährer die Souveränität des bayerisch-fränkischen Königs Ludwigs des Deutschen über ihr Gebiet an, und 822 nahmen ihre Boten am Landtag in Frankfurt teil. Die Bindung an das Ostfrankenreich scheint aber recht schwach entwickelt gewesen zu sein und umfasste möglicherweise neben den Tributzahlungen keine politische und militärische Gefolgschaft, worauf mehrere kriegerische Auseinandersetzungen zwischen Mährern und Ostfranken im weiteren Verlauf des 9. Jahrhunderts hindeuten.
Das genaue Datum der mährischen Staats- bzw. Reichsgründung ist umstritten. Dušan Třeštík geht davon aus, dass der mährische Staatswerdungsprozess ca. 790 einsetzte und um etwa 831 unter dem mährischen Fürst Mojmir I. (um 830–846) abgeschlossen war. Nachdem er die Mährer unter seiner Herrschaft vereint hatte, setzte Mojmir 831 eine christliche Massentaufe der mährischen Führungsschicht durch und ging ab 833, als er den profränkischen mährischen Lokalfürsten Pribina aus Nitra vertrieb, auf Konfrontationskurs zum Fränkischen Reich. In der früheren Geschichtsschreibung galt traditionell das Jahr 833 als das eigentliche Gründungsdatum „Großmährens“. Im slowakischen Standardwerk zum Thema Nitrianske kniežatstvo vertritt der Historiker Ján Steinhübel die These, auf dem Gebiet der heutigen Slowakei und Teilen Nordungarns hätte in den Jahren 805 bis 833 ein unabhängiges Fürstentum Nitra bestanden, das erst 833 von Mojmir I. an dessen Mährerreich angegliedert worden sei. Durch den Zusammenschluss dieser beiden Staatsgebilde sei dann der neue großmährische Staat entstanden. Diese Behauptung wird jedoch von führenden tschechischen und britischen Historikern abgelehnt, zumal Steinhübel seine These weder mit schriftlichen noch archäologischen Quellen belegt.
Im August 846 zog Ludwig der Deutsche mit einem fränkischen Heer gegen das Mährerreich, setzte Mojmir ab und installierte dessen Neffen Rastislav (846–870) als neuen mährischen Herrscher, von dem sich Ludwig eine größere Vasallentreue erhoffte. Die genauen Hintergründe, die zur Absetzung Mojmirs I. führten, sind unter Historikern umstritten. Der Historiker Eric J. Goldberg vertritt die Auffassung, Mojmir sei aufgrund seiner Politik hin zu einem souveränen christlich-slawischen Königreich eine ernste Bedrohung für König Ludwig geworden und deshalb habe dieser ihn abgesetzt. Dem hält Dušan Třeštík entgegen, dass die Formulierung in den Primärquellen zu allgemein sei und Ludwig die Mährer wohl eher als Teil einer Gesamtoffensive gegen die angrenzenden Slawen attackierte.

### Blüte

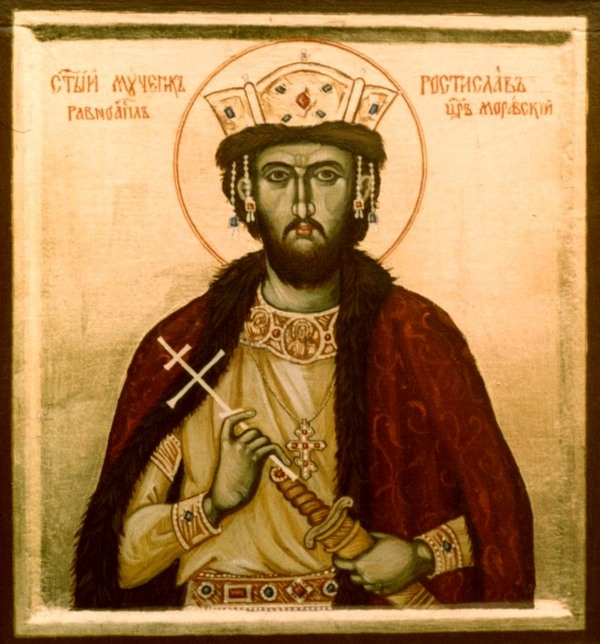
Ikone Fürst Rastislavs als Heiligen der orthodoxen Kirche

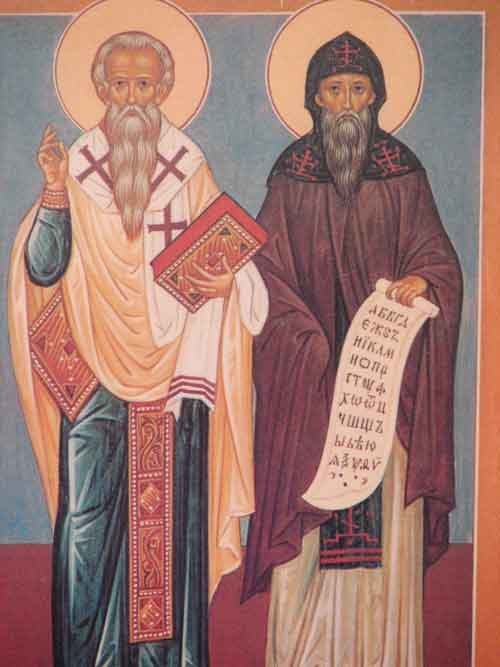
Fresko der Slawenapostel Kyrill und Method

In den frühen 850er Jahren begann Rastislav eine zunehmend vom Ostfrankenreich unabhängige Politik zu führen. Im Jahr 855 zog Ludwig der Deutsche mit einem fränkischen Heer gegen die Mährer, wurde aber bei Rastislavs Festung von diesem besiegt. In der Folge stellte Rastislav die Tributzahlungen an das Ostfrankenreich vorübergehend ein und verjagte den gesamten bayerischen Klerus aus seinem Land. Von geschichtlicher Bedeutung wurde Rastislavs Bemühen, mit Hilfe von Byzanz und der Ostkirche sein Land dem fränkischen Einflussbereich zu entziehen. Nachdem Papst Nikolaus I. Rastislavs Bitte, slawischsprachige Priester zum Aufbau einer eigenen mährischen Kirchenorganisation zu entsenden, nicht entsprochen hatte, wandte sich Rastislav im Jahr 862 an den byzantinischen Kaiser Michael III.
Dieser kam den Forderungen des mährischen Fürsten nach und entsandte die byzantinischen Priester und Gelehrten Kyrill und Method, die 863 im Mährerreich ankamen. Die von Kyrill mit Hilfe des glagolitischen Alphabets geschaffene altslawische Sprache wurde im Mährerreich als erstem slawischem Land als Liturgiesprache eingeführt. Im Jahr 864 griff Ludwig der Deutsche das Mährerreich an und zwang Rastislav bei der Burg Devín zur Kapitulation. Die vertriebenen bayerischen Geistlichen konnten zwar nun nach Mähren zurückkehren, das Wirken Kyrills und Methods sowie der slawischen Liturgie blieb aber weiterhin bestehen. Kyrill und Method gingen 867 nach Rom, um dort ihre slawische Liturgiesprache durch den Papst gegenüber dem bayerischen Klerus legitimieren zu lassen. Im selben Jahr erhob Papst Hadrian II. die slawische Liturgiesprache als mit dem Lateinischen, dem Griechischen und dem Hebräischen gleichberechtigt. Zwei Jahre später starb Kyrill in Rom, sein Bruder Method wurde 870 zum mährischen Erzbischof (des Mährerreiches und des Plattensee-Fürstentums) ernannt, konnte aber erst 873 nach einer dreijährigen Inhaftierung in Bayern nach Mähren zurückkehren.

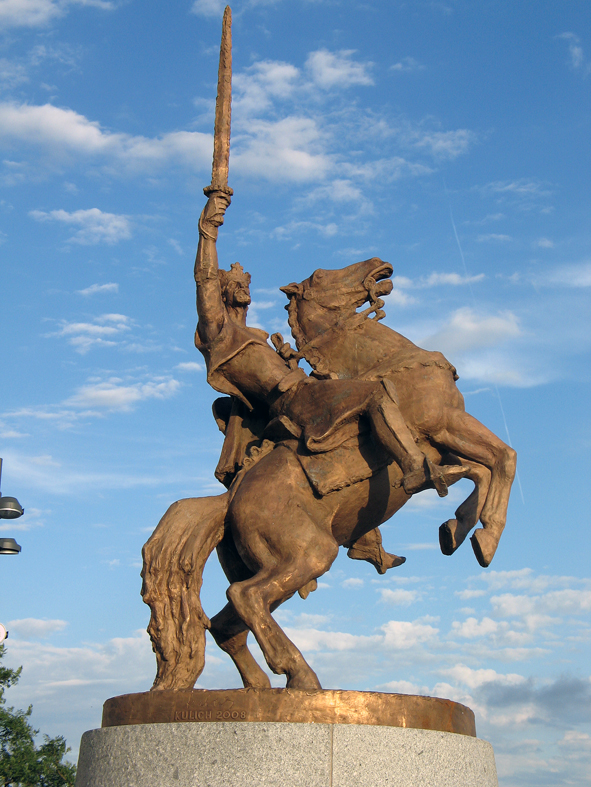
Reiterstatue von Fürst Svatopluk I. auf der Bratislavaer Burg

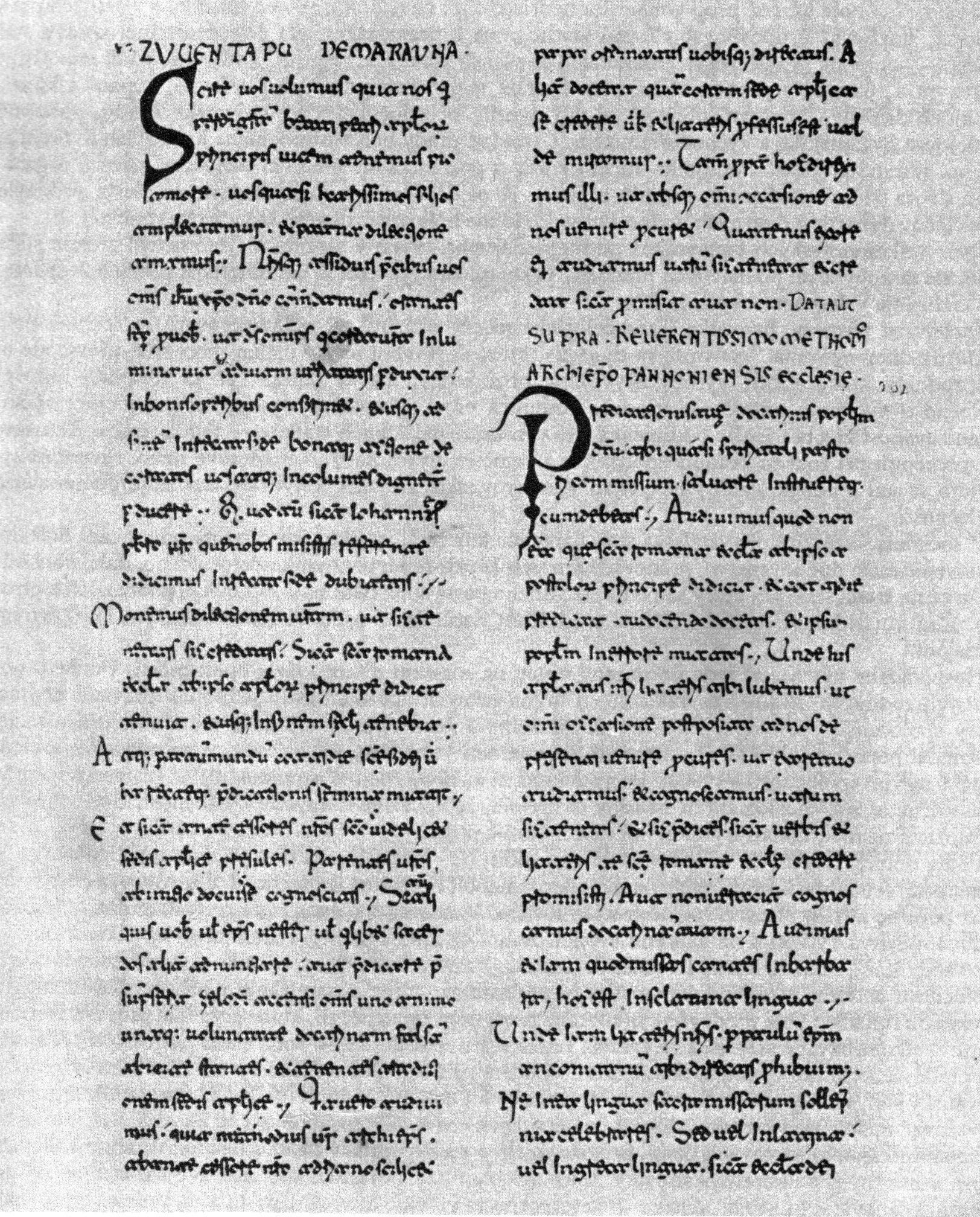
Der päpstliche Brief Scire vos volumus an Svatopluk aus dem Jahr 879

Im Mährerreich war es währenddessen zu einem Machtwechsel gekommen. Nachdem Ludwig der Deutsche bei einem weiteren Angriff auf Mähren 869 erneut von Rastislav geschlagen worden war, nutzte er dessen Mitregenten und Neffen Svatopluk I., um Rastislav 870 abzusetzen und das Mährerreich zu besetzen. Nachdem 871 auch Svatopluk von den Ostfranken des Verrats beschuldigt und als mährischer Herrscher abgesetzt und verschleppt worden war, brach unter Führung des mährischen Fürsten Slavomir ein erfolgreicher antifränkischer Aufstand aus, in dessen Folge Svatopluk entlassen wurde und sich erneut als Fürst des Mährerreiches durchsetzen konnte.
Svatopluk vernichtete noch 871 das fränkische Besatzungsheer und schloss 874 mit Ludwig dem Deutschen ein Friedensabkommen, das ihm unter Beibehaltung der Treue gegenüber den Franken und der Abführung von Tributzahlungen eine weitgehende Handlungsfreiheit ermöglichte. Nach dem Abkommen begann Svatopluk mit einer zügigen Ausdehnung des Mährerreiches durch Eroberungskriege und Heiratspolitik. In der Zeitspanne von 874 bis 884 konnte er so Wislanien, Pannonien, das hintere Theißland, Schlesien, Böhmen und die Lausitz dem Mährerreich einverleiben. Das so geschaffene slawische Großreich umfasste etwa 350.000 km² mit ungefähr einer Million Einwohnern. Die Angriffe des neuen ostfränkischen Königs Arnolf von Kärnten und das von diesem nach Mitteleuropa gerufene nomadische Reitervolk der Magyaren in den Jahren 892 bis 893 wehrte Svatopluk erfolgreich ab. In der Kirchenpolitik verfolgte er eine am Vatikan orientierte Linie und bat diesen 880, das Mährerreich direkt unter die Schutzherrschaft des Heiligen Stuhls zu stellen. Im selben Jahr entsprach der Papst mit seinem Schreiben Industriae tuae Svatopluks Ersuchen und erkannte damit das Mährerreich als unabhängigen Staat an. Nach dem Tod Erzbischof Methods 885 verbot Svatopluk auf Wunsch von Papst Stephan V. die unter Rastislav eingeführte altslawische Liturgie und ersetzte sie wieder durch die lateinische. 886 folgte dann eine Massenvertreibung der mährischen Priester, die an der slawischen Liturgie festhalten wollten.

### Niedergang

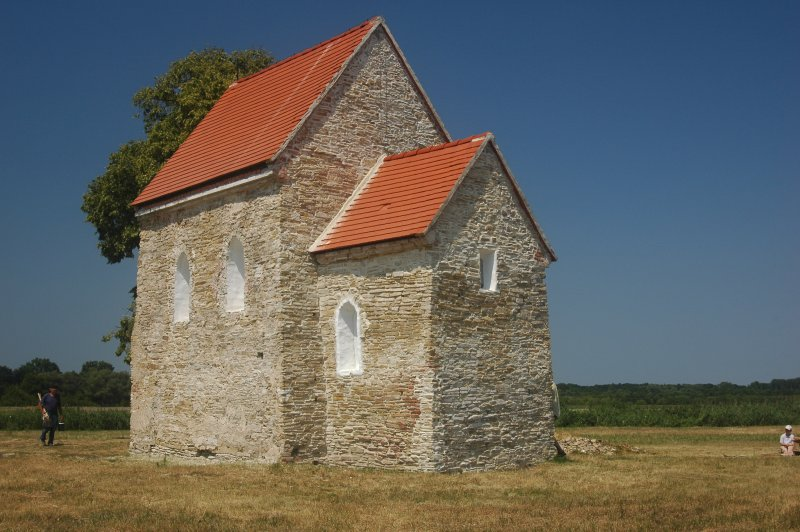
Kirche in Kopčany – das einzige erhaltene Gebäude aus der Zeit des Mährerreiches

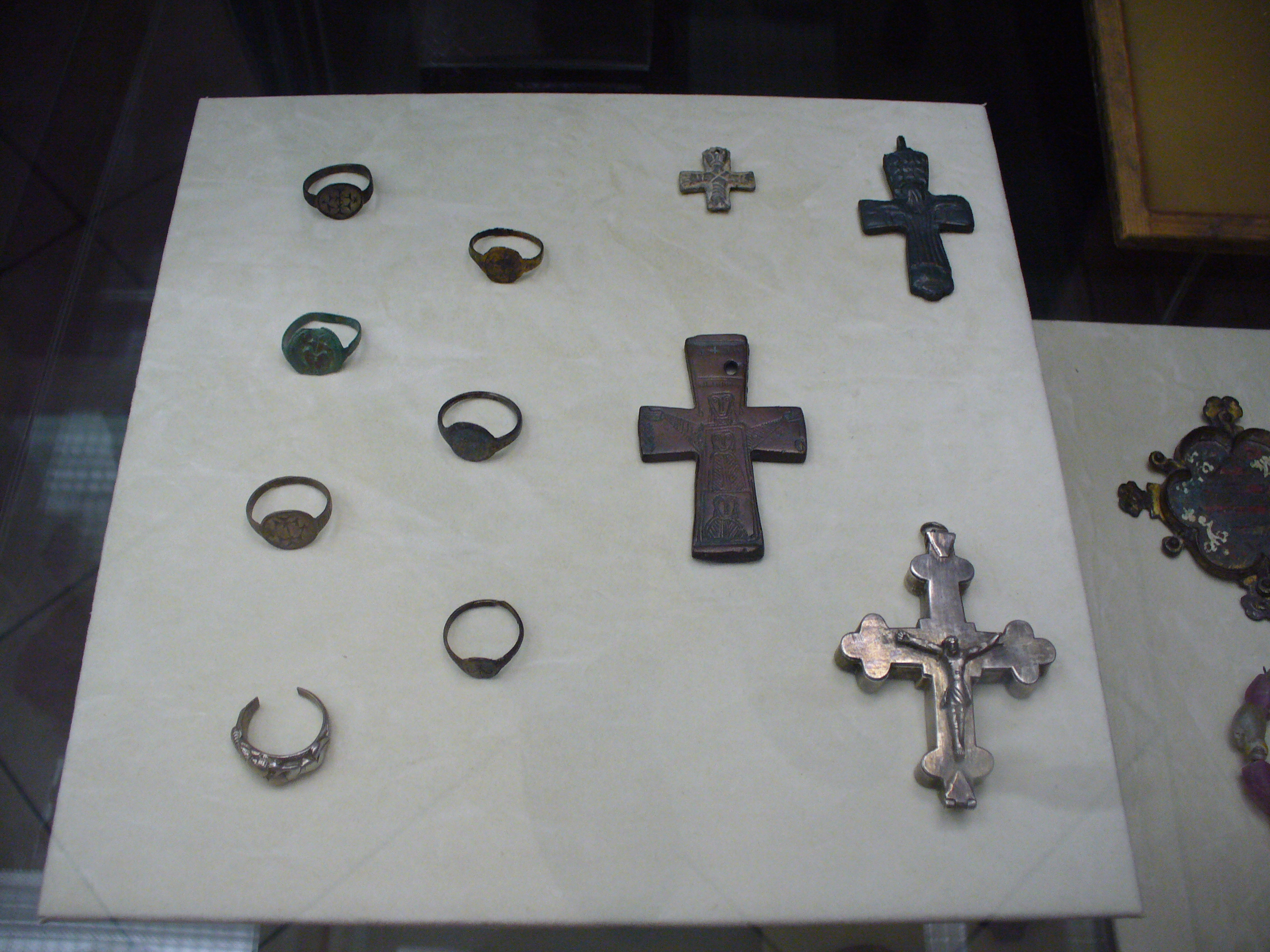
Mährischer Schmuck aus dem 9. Jhdt., Armreifen mit byzantinischem Doppelkreuz

Im Jahr 894 starb Fürst Svatopluk I., sein Nachfolger auf dem mährischen Thron wurde sein ältester Sohn Mojmir II. (894–902/7). Dieser sah sich sofort einer Reihe ernster Probleme gegenüber, so der Loslösung eroberter Territorien, dem Druck des Ostfrankenreiches, der stetig steigenden magyarischen Gefahr sowie innerstaatlichen Konflikten. Laut Dušan Třeštík gelang es Mojmir II. jedoch von Beginn an diese geschickt zu bewältigen. Noch im Todesjahr seines Vaters schloss er einen Friedensvertrag mit dem ostfränkischen König Arnolf von Kärnten, um seine Machtübernahme im Mährerreich gesichert antreten zu können. Nachdem 893 der fürs Mährerreich zuständige Bischof Wiching zu König Arnolf übergelaufen war, verfügten die Mährer über keinen anerkannten Bischof. In einem 898/899 an den Papst gerichteten Brief ersuchte Mojmir II. diesen um die Erneuerung des mährischen Erzbistums. Der Papst entsprach der Bitte Mojmirs II. und entsandte den Erzbischof Johannes und die Bischöfe Benedikt und Daniel nach Mähren.
Im Jahr 895 sagten sich die Böhmen vom Mährerreich los, worauf Mojmir II. einen vergeblichen Rückeroberungsfeldzug gegen sie führte. Im Jahr 896 siedelten sich mit Erlaubnis der Mährer die Magyaren im hinteren Theißland an und unternahmen mit den Mährern gemeinsame Plünderungszüge gegen die Franken. 897 erklärten sich auch die Sorben für vom Mährerreich unabhängig. Im Mährerreich selbst kam es unterdessen 899 zu einem Bürgerkrieg zwischen Mojmir II. und seinem wahrscheinlich in Nitra residierenden Bruder Svatopluk II. (894–899), während dem eine von Arnolf entsandte bayerische Armee den besiegten Svatopluk II. befreite und nach Bayern brachte. Im Jahr 900 besetzten die Magyaren nach einem Feldzug in Italien das fränkische Pannonien, um sich definitiv im Karpatenbecken niederzulassen.
Laut dem tschechischen Historiker Martin Wihoda zwang das zunehmende Selbstvertrauen der Magyaren die Mährer zum Handeln. Zu Beginn des Jahres 901 schloss Mojmir II. einen Friedensvertrag mit den Bayern und wehrte mit deren Hilfe 902 einen magyarischen Angriff aus dem von diesen beherrschten Pannonien ab. Die mit dem beiderseitigen Friedensschluss aufgekommene Stabilität im mittleren Donaugebiet begünstigte in den nächsten Jahren auch den bayerisch-mährischen Handel, wie ihn die Raffelstettener Zollordnung nachweist. Im Jahr 904 wurde jedoch der magyarische Fürst Kursan bei einer Festtafel in Bayern ermordet, woraufhin sich die Rache der Magyaren nicht nur gegen die Bayern, sondern auch gegen das mit diesen Verbündete Reich Mojmirs II. richtete. Dušan Třeštík vermutet, dass das mährische Heer 905–906 in einer einzigen Schlacht bei Nitra von den Magyaren vernichtet wurde, in deren Verlauf auch Mojmir II. starb. Infolge dieser Katastrophe soll das Mährerreich archäologischen Quellen zufolge in Chaos und heidnischen Aufständen versunken sein. Die vernichtende Niederlage der Bayern bei der Schlacht von Pressburg im Jahr 907, bei der diese nochmals versuchten die alten Verhältnisse wiederherzustellen, bedeutete den endgültigen Fall des Mährerreiches.
Da die Sachsengeschichte im Jahr 906 von einem Sieg der Mährer über die Magyaren berichtet, äußern manche Historiker die Vermutung, das Mährerreich habe auch nach 906 bzw. 907 fortbestanden. So vertritt etwa Lubomír E. Havlík die These, das Mährerreich sei erst zwischen 924–926 von den Magyaren zu Tributzahlungen genötigt worden, die mährische Kirchenorganisation habe überdauert und die alten Herrscherschichten wären erst 1055 vom böhmischen Herzog Spytihněv II. beseitigt worden. Havlík argumentiert damit, dass spätere schriftliche Quellen für 910 vier in Mähren siedelnde Bischöfe erwähnen, der mährische Erzbischof Johannes (Jan) sein Amt bis 925 innegehabt haben soll und in Salzburg von 925–927 ein gewisser Mojmir und von 925–931 ein gewisser Svatopluk auf Dokumenten als Zeugen geführt werden. Dabei soll es sich um Angehörige der Mojmiriden-Dynastie gehandelt haben, die in Folge eines magyarischen Angriffs auf das mährische Gebiet 924–925 ins Exil geflüchtet waren. Darüber hinaus sagte ein magyarischer Kriegsgefangener noch 942 in Spanien aus, dass sich nördlich des Siedlungsgebietes der Magyaren eine Stadt/ein Land namens „Morava“ (Mähren) befindet.

## Lokalisierungsfrage
Die geographische Lage des mährischen Kerngebietes wurde lange Zeit unumstritten im Süden der historischen Region Mähren und der angrenzenden Slowakei entlang des Flusses March (slawisch: Morava) lokalisiert.
Imre Boba postulierte ab 1971, dass sich das Mährerreich in südslawischem Gebiet entlang des in Serbien liegenden Flusses Morava erstreckt haben soll. Der deutsche Historiker Martin Eggers verlegte dann die Lage des mährischen Kerngebietes in den 1990er Jahren entlang des Flusses Theiß.
Zu den beiden letztgenannten Theorien fehlen jedoch vollkommen die im traditionellen Mähren zahlreich vorhandenen archäologischen Funde aus dem 9. Jahrhundert, besonders in den Burgen Veligrad (Staré Město) und Morava (Mikulčice-Valy). Auch militärische Ereignisse, wie zum Beispiel die Vertreibung des Fürsten Pribina aus Nitra oder der Krieg mit einem Fürsten von Krakau und der Anschluss Böhmens durch Svatopluk I., lassen sich eher aus dem traditionellen Mähren heraus vermuten. Darüber hinaus wird das Mährerreich in einer Beschreibung Alfreds des Großen (um 890) als Maroara klar auf dem traditionellen westslawischen Territorium in geographischem Kontakt mit Böhmen lokalisiert.